# 斎藤義和
斎藤 義和（さいとう よしかず、1937年 - ）は、日本の機械工学者。大阪工業大学工学部機械工学科元助教授、機械工学教室担当。工学博士（慶應義塾大学）。ASME-JSME-JSES太陽エネルギー国際会議1987副座長。
専門は、流体工学・熱工学。

## 略歴
大阪工業大学工学部機械工学科卒業。のちに、慶應義塾大学大学院理工学研究科機械工学専攻にて工学博士。1963年大阪工業大学工学部機械工学科助手、機械工学教室を担当。1981年同講師などを経て、同学科助教授。2000年退職。大阪工業大学工学部機械工学科にて、30年以上の長きに渡り教鞭を執った。
主な所属学会は、日本機械学会、日本太陽エネルギー学会、空気調和・衛生工学会。主な著書は、新太陽エネルギー利用ハンドブック：第Ⅰ編3・5章 熱交換器（共著、日本太陽エネルギー学会2000、学術書）。
特に、太陽熱利用のデシカントの研究において、ASME(アメリカ機械学会) -JSME-JSES太陽エネルギー国際会議(ホノルル)1987では副座長を務め、その翌年のASME第10回太陽エネルギー国際会議(デンバー)1988は日本側として唯一、現地で研究発表を行った。

## 主な研究
- 空気洗浄器の基礎的研究[2]
- 双頭ノズルの性能について[5]
- 矩形ダクト内のダンパーによって制限される流れについて[6]
- 空気温度によるダクト内の圧力損失の変化について[7]
- 直交流型熱交換器の性能について[8]
- 太陽熱利用直接再生式吸着槽における吸着剤の再生特性に関する研究[9]
- 吸着剤板の表面拡散現象を利用した太陽熱利用除湿システム(デシカント)に関する研究[10]